# 1 Brygada Górska Strzelców
1 Brygada Górska Strzelców (1 BGS) – brygada piechoty Korpusu Ochrony Pogranicza.

## Historia brygady
6 lipca 1939 roku szef Sztabu Głównego, generał brygady Wacław Stachiewicz zawiadomił Ministra Spraw Wojskowych, generała dywizji Tadeusza Kasprzyckiego, że „Pan Generalny Inspektor Sił Zbrojnych zdecydował utworzenie na stopie pokojowej 3-ch brygad górskich na odcinku Żywiec – Łupków, każda w składzie około 4-ch baonów piechoty i kilku baonów ON oraz jednego dowództwa wyższego o charakterze dowództwa dywizji”.
7 lipca 1939 roku Minister Spraw Wojskowych wydał rozkaz o utworzeniu z dniem 10 lipca 1939 roku Dowództwa Pododcinka Nr 1 „Sucha” z tymczasowym miejscem postoju w Żywcu oraz polecił szefowi Biura Personalnego Ministerstwa Spraw Wewnętrznych wyznaczyć niezwłocznie obsadę personalną, a II Wiceministrowi Spraw Wojskowych wydać wszelkie potrzebne zarządzenia materiałowe i gospodarcze dla dowództwa.
Nazwa «Pododcinek Nr 1 „Sucha”» była zakamuflowaną nazwą 1 Brygady Górskiej Strzelców i obowiązywała do dnia 31 sierpnia 1939 roku, kiedy to została zarządzona mobilizacja powszechna.
Na dowódcę pododcinka (brygady) został wyznaczony legionista, pułkownik dyplomowany piechoty Janusz Gaładyk. Dowódcy podporządkowano dwa pułki piechoty KOP (1 i 2) liczące łącznie pięć batalionów oraz dwie kompanie forteczne i dwa bataliony ON. Pododdziały artylerii, saperów i łączności były jednostkami formowanymi w mobilizacji alarmowej, w grupie jednostek oznaczonych kolorem brązowym. Ponadto dowódcy pododcinka (brygady) zostało podporządkowanych sześć komisariatów Straży Granicznej, każdy wzmocniony jednym plutonem odwodowym.
Na podstawie rozkazu L.8940 Ministra Spraw Wojskowych z dnia 25 sierpnia 1939 roku Pododcinek Nr 2 „Nowy Sącz” został wcielony do Korpusu Ochrony Pogranicza bez zmian w organizacji i mobilizacji. Pod względem operacyjnym Pododcinek Nr 1 „Sucha” został podporządkowany dowódcy Armii „Kraków”, gen. bryg. Antoniemu Szyllingowi, który włączył go w skład Grupy Operacyjnej „Bielsko”.
17 lipca 1939 roku, po wejściu w życie planu „W2”, zlecono przygotowanie mobilizacji Kwatery Głównej Brygady Górskiej Strzelców Nr 1. Jednostką mobilizującą został 12 pułk piechoty z Wadowic. Kwatera główna brygady górskiej strzelców była mobilizowana, w grupie jednostek oznaczonych kolorem brązowym (podgrupa 6), według organizacji wojennej L.3674/mob.org. Stan pokojowy dowództwa pododcinka był zawiązkiem kwatery głównej brygady.
Zadaniem brygady była osłona południowego skrzydła Armii „Kraków” od Słowacji, na odcinku od Węgierskiej Górki do Czorsztyna (wyłącznie).
1 Brygada Górska obsadziła trzy odcinki obronne:
- odcinek „Żywiec”, gdzie główne punkty oporu znajdowały się w Węgierskiej Górce, Jeleśni i Korbielowie,
- odcinek „Zawoja – Maków Podhalański”,
- odcinek „Chabówka”.

## Udział w działaniach wojennych
1 września 1939 pozycje 1 Brygady Górskiej zaatakowały cztery niemieckie dywizje. Na odcinek broniony przez 1 pułk piechoty KOP uderzyły między Orawką i Nowym Targiem niemieckie 2 Dywizja Pancerna, 4 Dywizja Lekka i 3 Dywizja Górska z XVIII Korpusu Armijnego (zobacz Bitwa pod Jordanowem). 2 pułk piechoty KOP pod Żywcem bronił się przed atakiem niemieckiej 7 Dywizji Piechoty.
2 września została zniszczona kompania KOP „Berezwecz” broniąca fortów w rejonie Węgierskiej Górki.
W nocy z 2 na 3 września płk Janusz Gaładyk rozkazał swoim pododdziałom opuścić dolinę rzeki Soły. Dalsza jej obrona nie była już konieczna, gdyż w tym samym czasie 21 Dywizja Piechoty Górskiej gen. Józefa Kustronia pod naciskiem dwóch dywizji niemieckich rozpoczęła odwrót z rejonu Bielska w kierunku na Wadowice. Tego dnia 1 Brygada Górska toczyła zacięte walki w okolicach Rabki, zagradzając – wraz z 10 Brygadą Kawalerii płk. Stanisława Maczka – szosę Nowy Targ – Myślenice – Kraków niemieckiemu korpusowi pancernemu. 4 września niemiecki XXII Korpus Armijny odrzucił 1 pp KOP z rejonu Mszany Dolnej. 5 września batalion KOP „Wilejka” zaskoczył niemieckie wojska pod Pcimiem i zadał im duże straty. 6 września 1 Brygada Górska toczyła boje pod Wiśniczem i Bochnią z niemieckimi oddziałami 2 Dywizji Pancernej i 4 Dywizji Lekkiej, lecz obie miejscowości musiała opuścić. Podczas tych walk 1 Brygada Górska została rozbita. Resztki jej pododdziałów weszły w skład 21 Dywizji Piechoty Górskiej jako pułk KOP ppłk. Wojciecha Wójcika. W dniach 7 i 8 września wycofywały się one przez Szczucin, Majdan i Kolbuszową.

## Organizacja wojenna i obsada personalna brygady
- Kwatera Główna 1 Brygady Górskiej Strzelców
  - dowódca – płk dypl. Janusz Gaładyk
  - oficer ordynansowy – kpt. Władysław Moykowski
  - szef sztabu – kpt. dypl. Bohdan Zieliński
  - oficer operacyjny – kpt. Stanisław Górski
  - kwatermistrz – mjr Antoni Karol Michalik
  - dowódca saperów – kpt. inż. Edward Sarosiek
  - dowódca łączności – kpt. Jan Feliks Schlarb
  - szef służby weterynaryjnej – kpt. lek. wet. Jan Antoni Mielnik
- 1 pułk piechoty KOP
- 2 pułk piechoty KOP
- batalion ON „Żywiec”
- batalion ON „Zakopane”
- 151 kompania forteczna „Węgierska Górka” – kpt. Tadeusz Semik
- 152 kompania forteczna „Jeleśnia” – por. Bronisław Lepczak
- samodzielny pluton forteczny „Krzyżowa” - por. Tadeusz Edward Golat
- III dywizjon 65 pułku artylerii lekkiej – mjr Józef Kozieł
- bateria armat górskich nr 151[5] – kpt. Aleksander Dunin-Żuchowski
- bateria armat górskich nr 152 – kpt. Stanisław Jan Sacha
- pluton artylerii pozycyjnej typ II nr 55[6]
- pluton artylerii pozycyjnej typ II nr 56[b]
- pluton łączności Kwatery Głównej 1 Brygady Górskiej Strzelców
- pluton telefoniczny 1 Brygady Górskiej Strzelców
- pluton radio 1 Brygady Górskiej Strzelców[c]
- pluton żandarmerii KOP „Chabówka”
- 51 zmotoryzowana kompania saperów[7]
- komisariat SG „Rajcza” + pluton SG „Rajcza”
- komisariat SG „Korbielów” + pluton SG „Korbielów”
- komisariat SG „Jabłonka” + pluton SG „Jabłonka”
- komisariat SG „Czarny Dunajec” + pluton SG „Czarny Dunajec”
- komisariat SG „Zakopane” + pluton SG „Zakopane”
- komisariat SG „Łapsze Niżne” + pluton SG „Łapsze Niżne”